# Zhaodong
Zhaodong, tidigare stavat Chaotung, är en stad på häradsnivå som lyder under Suihuas stad på prefekturnivå i Heilongjiang-provinsen i nordöstra Kina. Den ligger omkring 70 kilometer nordväst om provinshuvudstaden Harbin.